# Ernesto Murro
Ernesto Ramón Murro Oberlín (Montevideo, 20 de enero de 1951) es un político uruguayo que se desempeñó como ministro de Trabajo y Seguridad Social de Uruguay y como presidente de la Organización Iberoamericana de Seguridad Social.

## Biografía
Fue maestro de educación primaria entre 1970 y 1972. Comenzó su carrera política como militante en el Frente Amplio desde la fundación de dicho partido en 1971. En 1972 fue detenido y fue preso político durante 5 años hasta su liberación en 1977.
Luego de varios años trabajando en la empresa maderera SAMIC Río de la Plata, se convirtió en dirigente sindical, representando a los trabajadores de la industria de la madera en el PIT-CNT. Desempeñó dicha función desde 1983 hasta 1992, cuando asumió como Director Representante de los Trabajadores en el Banco de Previsión Social. Fue uno de los principales promotores del plebiscito de reforma jubilatoria en Uruguay en 1989.
El 29 de marzo de 2005 el entonces Presidente de Uruguay, Tabaré Vázquez, lo nombró como presidente del BPS. Desempeñó dicho cargo hasta 2015, siendo reelecto por el entonces presidente José Mujica en 2009. En marzo de 2012 fue elegido como presidente de la Organización Iberoamericana de Seguridad Social.
En diciembre de 2014, tras confirmarse la elección de Tabaré Vázquez para un nuevo periodo presidencial, fue anunciado como ministro de Trabajo y Seguridad Social.